# 뉴욕 대학교 아부다비
뉴욕 대학교 아부다비(영어: New York University Abu Dhabi, 아랍어: جامعة نيويورك أبوظبي, NYUAD)는 아랍에미리트의 수도인 아부다비에 위치한 학부중심 자유 인문 대학이자 연구 대학이다. 뉴욕 대학교의 글로벌 네트워크 대학 정책의 일환으로 설립되었으며 뉴욕시에 있는 뉴욕 대학교 본캠퍼스와 중국 상하이에 있는 뉴욕 대학교 상하이 캠퍼스와 더불어 뉴욕 대학교 포탈 캠퍼스이다. 뉴욕 대학교는 런던, 파리, 부에노스 아이레스등 전 세계 12여국의 주요 도시에 분교가 위치해 있는데 아부다비와 상하이 캠퍼스는 포탈 캠퍼스로서 정원 모집과 학위 수여, 전공 선택등에 있어서 독립적으로 운영되는 독자적인 캠퍼스이다. 2008년에 아부다비 도심에 임시 건물을 세워 컨퍼런스, 워크샵, 예술 공연등의 공공 행사를 개최하기 시작했으며, 2010년 9월에 아부다비 다운타운 임시 캠퍼스를 개교하여 첫 신입생을 선발하였고, 2014년에 현재 사디얏 아일랜드 캠퍼스를 완공하였다.

## 역사
2007년 10월에 뉴욕대학교는 아랍에미리츠 정부의 재정 지원을 받아 아부다비에 포탈 캠퍼스를 설립할 계획을 팔표했다. 아부다비 캠퍼스 설립 계획은 뉴욕대학교가 진행했으며, 아랍에미레이츠 정부로부터 약 5000만달러(약 600억원)의 자금을 제공받았다.
2008년에 아부다비 도심에 임시 캠퍼스 건물을 세워 연구컨퍼런스, 워크샵, 예술 공연등의 공공 행사를 개최하기 시작했다. 전 스와스모어 대학교 총장인 알프레드 블룸이 2008년 9월에 뉴욕대 아부다비의 부총장으로 임명되었다. 2010년 9월에 첫 입학생 150명을 선발하였고, 2016년 현재 기계공학을 포함한 인문사회, 예술, 과학 분야의 전공을 제공하고 있다.
2014년에 사디얏 아일랜드 마리나 구역으로 새 캠퍼스를 지었다. 이 캠퍼스는 우루과이 출시의 건축가인 라파엘 비뇰리가 디자인했고, 알-푸타임 그룹이 시공했다. 2016년 현재 재학생은 약 880명이며 뉴욕대학교는 향후 약 2000명의 학생을 사디얏 아일랜드 캠퍼스에 수용할 계획이라고 밝혔다. 또한, 뉴욕대학교 아부다비는 대학원을 열어 아부다비 캠퍼스를 연구 센터로 만드는 계획도 수립했다.
미국의 42대 대통령인 빌 클린턴이 2014년 5월 25일에 열린 뉴욕대 아부다비 캠퍼스의 첫 졸업식에서 키노트 스피커로 연설하였다.

## 캠퍼스 위치

### 사디얏 아일랜드 본 캠퍼스
영구적인 뉴욕대 아부다비의 캠퍼스는 루브르 박물관과 구겐하임 미술관의 중동 분관이 위치한 사디얏 아일랜드 문화 구역에 조성되었다. 뉴욕대 아부다비 캠퍼스의 담당 건축가 라파엘 비뇰리는 뉴욕대학교 그리니치 빌리지 캠퍼스와 전통 이슬람 마을의 건축 양식을 융합하여 캠퍼스를 디자인했다. 보행자 캠퍼스로 설계된 사디얏 아일랜드 캠퍼스는 최신 기술 교육 자재들로 꾸며진 강의실과 도서관, 컴퓨터실, 실험실, 연구실, 기숙사, 교수진 및 사무직원 사택, 공연예술관, 체육관 등으로 이루어져 있다. 약 4만 6천평 부지의 캠퍼스에는 극장, 공연장, 미술관, 컨퍼런스 센터, 다양한 상점들도 위치한다. 전교생은 교내에 위치한 기숙사에 거주한다.
도서관은 캠퍼스 중앙의 캠퍼스 센터 꼭대기 층에 위치해 있고 뉴욕 본캠퍼스와 장서 및 연구 저널, 미디어 자료를 공유하고 있다. 아랍 희귀 문학과 셰익스피어 18세기 판본, 아랍 문학의 영어 번역 장서들도 보유하고 있으며 맥북, DSLR 카메라, 캠코더, 아이패드, 녹음기, 마이크, 프로젝터 등의 공연예술장비들도 무료 대여한다.
또한, 캠퍼스 센터내에 위치한 실내 체육관에는 50미터 수영장과 실내 트랙, 피트니스 센터, 스쿼시코트, 라켓볼 코트, 농구 코트, 무용실, 운동실이 있고, 실외 체육시설에는 다목적 경기장, 테니스코트, 실외 트랙, 농구 코트, 다목적 코트 등이 있다.

### 워싱턴 스퀘어 노스 19번지
그리니치 빌리지F워싱턴 스퀘어 노스 19번지 (19 WSN)는 워싱턴 스퀘어에서 뉴욕대 아부다비로 가는 첫 관문이다. 약 1060제곱미터에 달하는 이 장소는 뉴욕에 거주고하고 있는 뉴욕대 아부다비 캠퍼스의 학생들, 교수진들, 행정관리자분들의 아카데믹 센터이며 뉴욕대학교 뉴욕캠퍼스와 아부다비 캠퍼스의 연결 센터로서의 역할을 한다 19 WSN은 뉴욕대 아부다비캠퍼스에 지원하는 학생들이나 아부다비 캠퍼스에서 근무하길 원하는 교수진들에게 관련 정보를 제공하는 쥬요 기관이다. 또한 뉴욕대 아부다비 캠퍼스의 커리큘럼을 통한 강연, 연구 워크샵, 전시회 등의 프로그램을 진행하기도 하고, 뉴욕대학교 본캠퍼스에서 교환학생 프로그램을 진행중인 뉴욕대학교 아부다비 캠퍼스 학생들이 모이고 활동하는 장소로도 사용되고 있다.

## 교육
자유인문 대학이자 연구 대학으로서 뉴욕대 아부다비는 인문계열, 사회계열, 과학계열, 공학계열, 예술계열의 22가지의 전공을 제공한다. 현재는 학부 교육만 제공하고 있으며, 재학생 대 교수 비율이 단 4:1로 소수정예 교육을 추구한다. 모든 수업은 교수에 의해 직접 진행되고 대부분의 교수진들과 같은 캠퍼스 내에서 생활하기 때문에 학생과 교수진 간 관계가 매우 가깝다. 졸업을 위해서 재학생들은 한개의 작문 중점 수업을 포함한 세계 문학, 사회, 예술, 과학 등의 분야를 아우르는 코어 커리큘럼 수업(교양 과목)을 8과목 이상 수강해야 한다. 또한 3주간 진행되는 J-Term 수업을 총 3번 수강해야 한다. 4학년에는 졸업 논문과 비슷한 형태의 캡스톤 프로젝트가 진행된다. 추가적으로, 학생들은 2학기 이상 가나의 아크라, 독일의 베를린, 아르헨티나의 부에노스 아이레스, 이탈리아의 피렌체, 영국 런던, 스페인의 마드리드, 프랑스 파리, 이스라엘의 텔아비브, 미국의 워싱턴 DC, 호주 시드니, 체코의 프라하와 중국의 상해에 위치한 뉴욕대학교의 글로벌 아카데믹 센터에서 교환학생 프로그램을 진행한다. 2016년도 졸업생들의 92%가 한 학기 이상 해외 뉴욕대학교에서 교환학생 프로그램에 참여했다. 이외에도 아랍에미레이츠 내의 다른 도시들이나 아프리카, 중동지역, 서아시아 등으로의 지역 답사 프로그램도 제공한다. 이에 수반하는 여행 경비는 학교에서 지원해 준다.
미래에는, 뉴욕대 아부다비에서 대학원과 경영학과 프로그램을 제공할 계획이다.

### 전공
뉴욕대학교 아부다비 캠퍼스에서는 총 22개의 전공이 있으며, 뉴욕대학교 뉴욕캠퍼스와 동일한 뉴욕대학교 학사학위가 수여된다. 입학할 때 전공을 정할 수 있으나, 전공을 정하지 않고 입학이 가능하며, 전공을 선택해서 입학한 후에도 전공 이동이 매우 자유롭다. 2학년 말까지만 전공을 선택하면 된다. 과학과에서 인문계열 학과로 전공을 바꾸는 것도 가능하며 복수전공도 가능하다. 전공 이외에 부전공을 선택하는 것은 강하게 권유된다.
- 아랍학 Arab Crossroads / BA
- 미술 및 미술사 Art and Art History / BA
- 생물학 Biology / BS
- 화학 Chemistry / BS
- 토목공학 Civil Engineering / BS
- 컴퓨터 공학 Computer Engineering / BS
- 컴퓨터 과학 Computer Science / BS
- 경제학 Economics / BA
- 전자공학 Electrical Engineering / BS
- 영화와 미디어학 Film and New Media / BA
- 공학 General Engineering / BS
- 역사학 History / BA
- 문학 및 문예창작 Literature and Creative Writing / BA
- 수학 Mathematics / BS
- 기계공학 Mechanical Engineering / BS
- 음악 Music / BA
- 철학 Philosophy / BA
- 물리학 Physics / BS
- 정치학 Political Science / BA
- 심리학 Psychology / BA
- 사회 정책학 Social Research and Public Policy / BA
- 연극영화과 Theater / BA
- 시각예술과 Visual Arts / BA

### 부전공
- 인터렉티브 미디어 기술학 Interactive Media and Technology
- 평화학 Peace Studies
- 고대사학 The Ancient World
- 아랍학 The Arab Crossroads
- 환경학 The Environment
- 도시학 Urbanization

- 인류학 Anthropology
- 응용수학 Applied Mathematics
- 아랍어학 Arabic
- 미술사학 Art and Art History: Art History
- 미술 Art and Art History: Arts Practice
- 컴퓨터 과학 Computer Science
- 문예창작 Creative Writing
- 경제학 Economics
- 공학 Engineering
- 영화 미디어학 Film and New Media
- 역사학 History
- 문학 Literature
- 음악학 Music
- 순수과학 Natural Science
- 철학 Philosophy
- 정치학 Political Science
- 심리학 Psychology
- 사회정책학 Social Research and Public Policy
- 연극영화과 Theater

### 인턴십 기회
134명의 2016학년도 뉴욕대 아부다비 졸업생은 4년동안 총 303개의 인턴십 기회를 얻었으며, 그 중 아랍 에미레이츠 내의 인턴십 비율은 49%였다. 65%는 사회공헌활동에 참여했다.
인턴십을 진행한 대표적인 기업들로는 아부다비예술재단, 아마존, 뱅크오브아메리카, CNN, 딜로이트 컨설팅, IBM, JP모건, 루브르박물관, 세계은행, UN, 아부다비국립은행, 아랍에미레이츠 외교부, 뉴욕타임즈지 등이 있다.

### 입학
<인사이드 하이어 에드>지에 따르면 뉴욕대 아부다비는 전 세계에서 가장 들어가기 힘든 대학이다.
총 학생수는 2015년 기준 880명이고 모두 113개국 출신이며, 캠퍼스 내 학생들은 총 104개의 언어를 구사한다. 2015년도 신입생(class of 2019)은 85개국 출신이었다. 2015년도에는 만명이 넘는 지원자들 가운데 총 299명의 신입생을 선발해 4%의 합격률을 기록했고 이는 미국 내 대학교와 비교했을 때, 전체 대학교 중에서 가장 낮은 합격률이다. 합격 학생들의 상위 25%부터 하위 25%의 SAT성적은 1600점 만점에 1436-1550 점이었고, SAT 성적의 중간값은 1600점 만점에 1505점이었다. ACT성적의 평균은 36점 만점에 32점이었다.
아부다비의 재정지원을 통해 미국의 최상위권 대학과 비교할 수 없는 재정보조를 제공한다. 뉴욕대 아부다비는 학생들이 교육을 받는데에 있어 빚을 지지 않도록 니드 블라인드 입학정책을 펴고 있다. 즉 지원한 학생의 재정 보조 신청 여부가 합격 여부에 영향을 끼치지 않는다. 2016년도 입학한 학생들의 대부분은 1년동안 약 9천만원 ($76,032)의 재정 보조를 수여받았다. 학생 가정의 특별한 재정상황 변화가 있지 않은 이상 재정 보조는 4년동안 지속된다.
보다 자세한 입학 정보는 학교 홈페이지를 통해 알 수 있다.

## 학생 생활
뉴욕대 아부다비에는 50개 이상의 동아리가 있으며 캠퍼스 밖 지역사회 공헌 활동도 활발하다.

### 기숙사
학생들은 총 3개의 기숙사 가운데서 선택 할 수 있으며, 각각의 층은 성별에 따라 나뉜다. 기숙사는 2인실이 2개 이어진 스위트룸이나 1인실이 4개 이어진 스위트룸 중에서 선택할 수 있다. 에어콘 설비가 된 각각의 스위트룸에는 거실, 부엌, 욕실 및 샤워실이 딸려있다. 모든 충에는 부엌, 전자레인지, 정수기, 세탁실과 텔레비전이 갖추어져 있다. 캠퍼스 빌딩의 1, 2층은 강의실로 사용하고 그 위 3~6층을 기숙사로 사용하기 때문에 강의실 이동이 매우 용의하다.

### 학생식당
총 3개의 학생식당 Campus East Restaurant, Campus West Restaurant, The Marketplace가 존재하며, 두개의 카페 및 편의점, 식료품가게, 스시바가 있다. 학교에서 제공하는 캠퍼스 디르함을 사용해 스타벅스 커피샵에 가거나 및 식사를 할 수 있다. 다양한 학생들이 있는 만큼 채식주의자 메뉴, 유대인을 위한 카슈루트 메뉴, 무슬림을 위한 할랄 메뉴, 음식 알레르기가 있는 학생들을 위한 특별 메뉴등을 제공한다.

## 연구 및 교수진
뉴욕대 아부다비의 교수진들과 연구원들은 다양한 연구실과 리서치 센터를 이용하기 위해서 전 세계의 대학들에서 방문한다.
Nature Asia라는 잡지에서는 뉴욕대 아부다비의 화학자들이 열과 빛에 반응하는 스마트 폴리머 필름을 개발했다고 밝혔다. 이는 에너지 생성과 소비 방식을 완전히 바꿀 획기적인 발견으로, 험볼트 연구 상을 수상한 화학과 부교수 판스 나우모브가 이끈 스마트 재료 연구 프로젝트를 통해 발견되었다.
뉴욕대 아부다비의 아랍 문학 도서관(LAL) 은 중요한 아랍 문학들의 아랍어 판본과 영어 번역 판본을 소장하고 있고, 특히 7세기부터 19세기까지의 문학에 중점을 두고 있다. 이 도서관은 처음 삼년동안 문학, 법, 종교, 생물학, 신화에 관한 9권의 책을 출판하였고 도서관의 연구들은 타임즈지로부터 "중세 아랍 사상들과 문학적 창의성을 혁명적으로 변화시킬 것이다"라는 찬사를 받았다.
아카사 사진 센터는 지난 세기의 중동 지역 사회 변화를 기록하기 위해 관련 고사진들을 수집하고 있다. 이 센터의 첫해동안 만장 이상의 사진들이 수집되었다.
아부다비는 이탈리아의 그랑사소 연구소에서 진행되는 암흑물질실험인 XENON100과 XENON1T의 국제 실험 파트너이다. 과학자들은 현재까지의 암흑물질 발견방법과 암흑물질 구조에 의의를 제기하는 몇가지 연구결과를 기록했다. 관련 연구논문은 사이언스연구저널과 Physical Review Letters에 기재되었다.
세계 수면 변화 센터 (Center for Global Sea-level Change, CSLC)에서 온 과학자들을 포함한 연구진들은 2014년도에 뉴욕대학교 아부다비에서 네이처지에 논문을 발표하였다. 이 연구는 서 북극지역 빙산이 북쪽과 열대 대서양 지역의 수면변화에 영향을 받고 있다는 사실에 대해 저술되었다.
뉴욕대학교 아부다비의 대표적인 교수진들은 다음과 같다 (방문 교수 포함)
- 콰미 앤쏘니 아피아(Kwame Anthony Appiah, 철학과 및 법학과 교수[38]
- 토마스 밴더 Thomas Bender, 역사학과 교수[38]
- 갓프리드 투생 Godfried Toussaint, 컴퓨터공학 교수[38]
- 엘리아스 쿠리 Elias Khoury, 현대 아랍 문학 교수[38]
- 앤소니 크론만 Anthony Kronman, 글로벌 교수[38]
- 사이러스 파텔 Cyrus Patell, 인문계열 학장[38]
- 캐롤 길리건 Carol Gilligan, 인문학과 응용 심리학 교수[38]

## 실적
2016년 현재 졸업생을 3번 배출하였으며, 졸업생의 94%는 졸업 후 6달 이내에 취업에 성공했거나 대학원에 진학했다. 63%는 취업을 선택했고 29%는 대학원에 진학했으며 2%는 군대에 입대했다. 2014년도 졸업생 샤마 알 마즈루이는 아랍에미레이트의 최연소 여성 장관이다. 만 22세에 장관으로 임용되었다.

### 수상
현재 다수의 로즈 장학금 수상자를 배출하였고, 매년 풀브라이트 장학금, 슈와츠먼 장학금 수상자를 배출하고 있다.

### 대학원 진학
졸업생들이 진학하는 대학원으로는 콜롬비아대학교, 다트머스대학교, 홍콩대학교, 임페리얼컬리지, 존스홉킨스대학교, 런던정경대학교, MIT, 뉴욕대학교, 노스웨스턴대학교, 프린스턴대학교, 스텐포드대학교, UCLA, 옥스포드대학교, 펜실베니아대학교, 예일대학교 등이 있다.

### 취업
취업을 한 졸업생들 중 61%가 출신 국가 이외의 장소에서 취업했다. 그 중 28%는 아랍에미레이트에서 취업하였고, 나머지 72%는 그 외 북미, 아시아, 유럽, 아프리카 등지에서 취업했다. 아부다비에서 취업을 선택하는 졸업생 중 19%는 컨설팅 업계, 17% 연구, 14%는 교육, 11%는 예술 밑 미디어, 8%는 공학 계열로 진출한다. 중동지역에서 취업한 학생들의 중간 50% 초봉은 3천 5백만원에서 4천 2백만원이었고, 북미지역에서 취업한 학생 50%의 초봉은 4천 2백만원에서 4천 9백만원이었다. 아부다비 외 지역에서 취업하는 졸업생들 중 14%는 컨설팅, 14% 교육, 13%는 연구, 10%는 공학, 13%는 예술 및 미디어 업계로 진출한다.
대표적으로 취업한 직장으로는 보스턴 컨설팅그룹, 딜로이트 컨설팅그룹, 캐논, 아부다비 상업은행 등이 있다.

## 스포츠
뉴욕대 아부다비의 스포츠 팀은 데저트 팔콘이며 아부다비 대학 스포츠리그(ADISL)에서 경기한다. 10월부터 5월까지 남자와 여자 축구, 농구, 탁구, 크리켓, 배구, 배드민턴 등의 경기를 펼친다.
실내 체육관에는 50미터 수영장과 실내 트랙, 피트니스 센터, 스쿼시코트, 라켓볼 코트, 농구 코트, 무용실, 운동실이 있고, 실외 체육시설에는 다목적 경기장, 테니스코트, 실외 트랙, 농구 코트, 다목적 코트 등이 있다.
학생들은 무료로 피트니스 시설을 이용하고 필요에 의해 개인 PT를 받을 수 있으며, 학교 교과 과목으로 피트니스, 달리기, 수영, 카포에라, 벨리댄스, 힙합, 카약, 조정, 스쿠버다이빙, 에어로빅, 펜싱, 무용, 주짓수, 필라테스, 요가, 카트운전, 골프, 테니스, 트라이애슬론, 스쿼시, 복싱, 승마, 볼링, 배드민턴, 프리스비, 합기도, 라켓볼, 줌바, 양궁, 플래그풋볼, 농구, 축구등의 수업을 제공한다.